# 克多马尔·巴列尼利亚
克多马尔·巴列尼利亚（西班牙語：Keydomar Vallenilla，1999年10月8日—），委内瑞拉男子举重运动员，2021年世界举重锦标赛男子96公斤级铜牌得主、2022年世界举重锦标赛男子89公斤级金牌得主、2023年世界举重锦标赛男子89公斤级铜牌得主。